# إثبات الاتصال بالليزر بالمريخ
كان «إثبات الاتصال بالليزر بالمريخ» (بالإنجليزية: Mars Laser Communication Demonstration)‏ أحد مشروعات إثبات الاتصالات البصرية على المركبة الفضائية المدارية للاتصال عن بعد بالمريخ عام 2009. «حيث يرسل الاتصال بالليزر معلومات من خلال أشعة الضوء والعناصر البصرية، مثل التليسكوبات والمضخمات البصرية بدلًا من إشارات تردد الموجات والمكبرات، والهوائيات» 

## النتائج
أُهمل برنامج المركبة الفضائية المدارية للاتصال عن بعد بالمريخ عام 2005 ومن ثمّ أهمل معه المشروع.